# 6 Hours of Imola 2024

Tor Autodromo Enzo e Dino Ferrari

6 Hours of Imola 2024 – długodystansowy wyścig samochodowy, który odbył się 21 kwietnia 2024 roku na torze Autodromo Enzo e Dino Ferrari jako druga runda sezonu 2024 serii FIA World Endurance Championship.

## Uczestnicy
Lista startowa została opublikowana 2 kwietnia i zawierała 37 zgłoszeń w dwóch kategoriach – 19 w Hypercar i 18 w LMGT3.
W porównaniu do poprzedniej rundy zespół #2 Cadillac Racing wystartował w dwuosobowym składzie Alex Lynn i Earl Bamber. Jules Gounon zastąpił Ferdinanda Habsburga w załodze #35 Alpine Endurance Team. Habsburg został zmuszony do opuszczenia tej rundy z powodu kontuzji odniesionej w wyniku wypadku podczas testów na torze Motorland Aragón.
W tym wyścigu zadebiutowała nowa wersja Peugeota 9X8, której najbardziej widoczną zmianą była rezygnacja z koncepcji aerodynamicznej bez tylnego skrzydła.

## Harmonogram
| Dzień                  | Godzina | Sesja                                     | Długość  |
| ---------------------- | ------- | ----------------------------------------- | -------- |
| Piątek, 19 kwietnia    | 12:00   | Pierwsza sesja treningowa                 | 90 minut |
| Piątek, 19 kwietnia    | 17:15   | Druga sesja treningowa                    | 90 minut |
| Sobota, 20 kwietnia    | 11:10   | Trzecia sesja treningowa                  | 60 minut |
| Sobota, 20 kwietnia    | 14:45   | Sesja kwalifikacyjna – LMGT3              | 12 minut |
| Sobota, 20 kwietnia    | 15:05   | Sesja kwalifikacyjna Hyperpole – LMGT3    | 10 minut |
| Sobota, 20 kwietnia    | 15:25   | Sesja kwalifikacyjna – Hypercar           | 10 minut |
| Sobota, 20 kwietnia    | 15:45   | Sesja kwalifikacyjna Hyperpole – Hypercar | 12 minut |
| Niedziela, 21 kwietnia | 13:00   | Wyścig                                    | 6 godzin |
| Źródło                 |         |                                           |          |

## Sesje treningowe
| Klasa          | Zespół                | Samochód                       | Czas           | Okr.           |
| Sesja pierwsza | Sesja pierwsza        | Sesja pierwsza                 | Sesja pierwsza | Sesja pierwsza |
| -------------- | --------------------- | ------------------------------ | -------------- | -------------- |
| Hypercar       | #83 AF Corse          | Ferrari 499P                   | 1:31,347       | 50             |
| LMGT3          | #82 TF Sport          | Corvette Z06 LMGT3.R           | 1:42,113       | 37             |
| Sesja druga    |                       |                                |                |                |
| Hypercar       | #50 Ferrari AF Corse  | Ferrari 499P                   | 1:30,957       | 51             |
| LMGT3          | #81 TF Sport          | Corvette Z06 LMGT3.R           | 1:41,986       | 37             |
| Sesja trzecia  |                       |                                |                |                |
| Hypercar       | #50 Ferrari AF Corse  | Ferrari 499P                   | 1:31,238       | 33             |
| LMGT3          | #777 D'Station Racing | Aston Martin Vantage AMR LMGT3 | 1:42,474       | 28             |

## Kwalifikacje
Pole position w każdej kategorii oznaczone jest pogrubieniem.
| Poz.   | Klasa    | Zespół                       | Kwalifikacje | Hyperpole | Poz. s. |
| ------ | -------- | ---------------------------- | ------------ | --------- | ------- |
| 1      | Hypercar | #50 Ferrari AF Corse         | 1:30,196     | 1:29,466  | 1       |
| 2      | Hypercar | #83 AF Corse                 | 1:30,710     | 1:29,885  | 2       |
| 3      | Hypercar | #51 Ferrari AF Corse         | 1:30,736     | 1:29,953  | 3       |
| 4      | Hypercar | #6 Porsche Penske Motorsport | 1:31,190     | 1:30,101  | 4       |
| 5      | Hypercar | #5 Porsche Penske Motorsport | 1:30,221     | 1:30,385  | 5       |
| 6      | Hypercar | #7 Toyota Gazoo Racing       | 1:30,636     | 1:30,410  | 6       |
| 7      | Hypercar | #20 BMW M Team WRT           | 1:30,950     | 1:30,600  | 7       |
| 8      | Hypercar | #8 Toyota Gazoo Racing       | 1:30,497     | 1:30,652  | 8       |
| 9      | Hypercar | #12 Hertz Team JOTA          | 1:30,992     | 1:30,656  | 9       |
| 10     | Hypercar | #99 Proton Competition       | 1:30,929     | 1:30,692  | 10      |
| 11     | Hypercar | #38 Hertz Team JOTA          | 1:31,322     |           | 11      |
| 12     | Hypercar | #2 Cadillac Racing           | 1:31,397     | 12        |         |
| 13     | Hypercar | #15 BMW M Team WRT           | 1:31,549     | 13        |         |
| 14     | Hypercar | #94 Peugeot TotalEnergies    | 1:31,651     | 14        |         |
| 15     | Hypercar | #93 Peugeot TotalEnergies    | 1:31,748     | 15        |         |
| 16     | Hypercar | #63 Lamborghini Iron Lynx    | 1:31,862     | 16        |         |
| 17     | Hypercar | #35 Alpine Endurance Team    | 1:31,980     | 17        |         |
| 18     | Hypercar | #36 Alpine Endurance Team    | 1:32,054     | 18        |         |
| 19     | Hypercar | #11 Isotta Fraschini         | 1:33,575     | 19        |         |
| 20     | LMGT3    | #92 Manthey PureRxcing       | 1:42,734     | 1:42,365  | 20      |
| 21     | LMGT3    | #27 Heart Of Racing Team     | 1:43,452     | 1:43,058  | 21      |
| 22     | LMGT3    | #46 Team WRT                 | 1:43,241     | 1:43,099  | 22      |
| 23     | LMGT3    | #31 Team WRT                 | 1:43,281     | 1:43,105  | 23      |
| 24     | LMGT3    | #85 Iron Dames               | 1:42,924     | 1:43,151  | 24      |
| 25     | LMGT3    | #88 Proton Competition       | 1:43,416     | 1:43,229  | 25      |
| 26     | LMGT3    | #91 Manthey EMA              | 1:43,134     | 1:43,399  | 26      |
| 27     | LMGT3    | #55 Vista AF Corse           | 1:43,198     | 1:43,523  | 27      |
| 28     | LMGT3    | #54 Vista AF Corse           | 1:43,225     | 1:43,650  | 28      |
| 29     | LMGT3    | #59 United Autosports        | 1:43,882     | 1:43,835  | 29      |
| 30     | LMGT3    | #81 TF Sport                 | 1:43,897     |           | 30      |
| 31     | LMGT3    | #777 D'Station Racing        | 1:43,947     | 31        |         |
| 32     | LMGT3    | #82 TF Sport                 | 1:44,108     | 32        |         |
| 33     | LMGT3    | #77 Proton Competition       | 1:44,118     | 33        |         |
| 34     | LMGT3    | #95 United Autosports        | 1:44,291     | 34        |         |
| 35     | LMGT3    | #78 Akkodis ASP Team         | 1:44,347     | 35        |         |
| 36     | LMGT3    | #60 Iron Lynx                | 1:46,254     | 36        |         |
| 37     | LMGT3    | #87 Akkodis ASP Team         | —            | 37        |         |
| Źródła |          |                              |              |           |         |

## Wyścig

### Wyniki
Minimum do bycia sklasyfikowanym (70 procent dystansu pokonanego przez zwycięzców wyścigu) wyniosło 143 okrążenia. Zwycięzcy klas są oznaczeni pogrubieniem.
| Poz.              | Klasa          | Zespół                                  | Kierowcy                                              | Samochód                       | Opony | Okr. | Czas/Strata   |
| ----------------- | -------------- | --------------------------------------- | ----------------------------------------------------- | ------------------------------ | ----- | ---- | ------------- |
| 1                 | Hypercar       | #7 Toyota Gazoo Racing                  | Mike Conway Kamui Kobayashi Nyck de Vries             | Toyota GR010 Hybrid            | M     | 205  | 6:00:34,717   |
| 2                 | Hypercar       | #6 Porsche Penske Motorsport            | Kévin Estre André Lotterer Laurens Vanthoor           | Porsche 963                    | M     | 205  | +7,081        |
| 3                 | Hypercar       | #5 Porsche Penske Motorsport            | Matt Campbell Michael Christensen Frédéric Makowiecki | Porsche 963                    | M     | 205  | +25,626       |
| 4                 | Hypercar       | #50 Ferrari AF Corse                    | Antonio Fuoco Miguel Molina Nicklas Nielsen           | Ferrari 499P                   | M     | 205  | +31,469       |
| 5                 | Hypercar       | #8 Toyota Gazoo Racing                  | Sébastien Buemi Brendon Hartley Ryō Hirakawa          | Toyota GR010 Hybrid            | M     | 205  | +33,777       |
| 6                 | Hypercar       | #20 BMW M Team WRT                      | Sheldon van der Linde Robin Frijns René Rast          | BMW M Hybrid V8                | M     | 204  | +1 okrążenie  |
| 7                 | Hypercar       | #51 Ferrari AF Corse                    | Alessandro Pier Guidi James Calado Antonio Giovinazzi | Ferrari 499P                   | M     | 204  | +1 okrążenie  |
| 8                 | Hypercar       | #83 AF Corse                            | Robert Kubica Robert Szwarcman Yifei Ye               | Ferrari 499P                   | M     | 204  | +1 okrążenie  |
| 9                 | Hypercar       | #93 Peugeot TotalEnergies               | Mikkel Jensen Nico Müller Jean-Éric Vergne            | Peugeot 9X8                    | M     | 203  | +2 okrążenia  |
| 10                | Hypercar       | #2 Cadillac Racing                      | Earl Bamber Alex Lynn                                 | Cadillac V-Series.R            | M     | 203  | +2 okrążenia  |
| 11                | Hypercar       | #38 Hertz Team JOTA                     | Jenson Button Philip Hanson Oliver Rasmussen          | Porsche 963                    | M     | 203  | +2 okrążenia  |
| 12                | Hypercar       | #63 Lamborghini Iron Lynx               | Mirko Bortolotti Edoardo Mortara Daniił Kwiat         | Lamborghini SC63               | M     | 203  | +2 okrążenia  |
| 13                | Hypercar       | #35 Alpine Endurance Team               | Paul-Loup Chatin Jules Gounon Charles Milesi          | Alpine A424                    | M     | 201  | +4 okrążenia  |
| 14                | Hypercar       | #12 Hertz Team JOTA                     | Will Stevens Callum Ilott Norman Nato                 | Porsche 963                    | M     | 200  | +5 okrążeń    |
| 15                | Hypercar       | #94 Peugeot TotalEnergies               | Paul di Resta Loïc Duval Stoffel Vandoorne            | Peugeot 9X8                    | M     | 199  | +6 okrążeń    |
| 16                | Hypercar       | #36 Alpine Endurance Team               | Nicolas Lapierre Mick Schumacher Matthieu Vaxivière   | Alpine A424                    | M     | 199  | +6 okrążeń    |
| 17                | Hypercar       | #11 Isotta Fraschini                    | Antonio Serravalle Carl Bennett Jean-Karl Vernay      | Isotta Fraschini Tipo 6-C      | M     | 191  | +14 okrążeń   |
| 18                | LMGT3          | #31 Team WRT                            | Darren Leung Sean Gelael Augusto Farfus               | BMW M4 LMGT3                   | G     | 187  | +18 okrążeń   |
| 19                | LMGT3          | #46 Team WRT                            | Ahmad Al Harthy Valentino Rossi Maxime Martin         | BMW M4 LMGT3                   | G     | 187  | +18 okrążeń   |
| 20                | LMGT3          | #92 Manthey PureRxcing                  | Alaksandr Małychin Joel Sturm Klaus Bachler           | Porsche 911 GT3 R LMGT3 (992)  | G     | 186  | +19 okrążeń   |
| 21                | LMGT3          | #55 Vista AF Corse                      | François Hériau Simon Mann Alessio Rovera             | Ferrari 296 LMGT3              | G     | 186  | +19 okrążeń   |
| 22                | LMGT3          | #27 Heart Of Racing Team                | Ian James Daniel Mancinelli Alex Riberas              | Aston Martin Vantage AMR LMGT3 | G     | 185  | +20 okrążeń   |
| 23                | LMGT3          | #95 United Autosports                   | Josh Caygill Nico Pino Marino Satō                    | McLaren 720S LMGT3 Evo         | G     | 185  | +20 okrążeń   |
| 24                | LMGT3          | #81 TF Sport                            | Tom van Rompuy Rui Andrade Charlie Eastwood           | Corvette Z06 LMGT3.R           | G     | 185  | +20 okrążeń   |
| 25                | LMGT3          | #82 TF Sport                            | Hiroshi Koizumi Sébastien Baud Daniel Juncadella      | Corvette Z06 LMGT3.R           | G     | 185  | +20 okrążeń   |
| 26                | LMGT3          | #77 Proton Competition                  | Ryan Hardwick Zacharie Robichon Benjamin Barker       | Ford Mustang LMGT3             | G     | 184  | +21 okrążeń   |
| 27                | LMGT3          | #777 D'Station Racing                   | Clément Mateu Erwan Bastard Marco Sørensen            | Aston Martin Vantage AMR LMGT3 | G     | 184  | +21 okrążeń   |
| 28                | LMGT3          | #59 United Autosports                   | James Cottingham Nicolas Costa Grégoire Saucy         | McLaren 720S LMGT3 Evo         | G     | 184  | +21 okrążeń   |
| 29                | LMGT3          | #54 Vista AF Corse                      | Thomas Flohr Francesco Castellacci Davide Rigon       | Ferrari 296 LMGT3              | G     | 184  | +21 okrążeń   |
| 30                | LMGT3          | #60 Iron Lynx                           | Claudio Schiavoni Matteo Cressoni Franck Perera       | Lamborghini Huracán LMGT3 Evo2 | G     | 183  | +22 okrążenia |
| 31                | LMGT3          | #78 Akkodis ASP Team                    | Arnold Robin Timur Bogusławskij Kelvin van der Linde  | Lexus RC F LMGT3               | G     | 183  | +22 okrążenia |
| 32                | LMGT3          | #87 Akkodis ASP Team                    | Takeshi Kimura Esteban Masson José María López        | Lexus RC F LMGT3               | G     | 182  | +23 okrążenia |
| 33                | LMGT3          | #91 Manthey EMA                         | Yasser Shahin Morris Schuring Richard Lietz           | Porsche 911 GT3 R LMGT3 (992)  | G     | 171  | +34 okrążenia |
| Niesklasyfikowani |                |                                         |                                                       |                                |       |      |               |
|                   | Hypercar       | #99 Proton Competition                  | Harry Tincknell Neel Jani Julien Andlauer             | Porsche 963                    | M     | 167  |               |
| LMGT3             | #85 Iron Dames | Sarah Bovy Doriane Pin Michelle Gatting | Lamborghini Huracán LMGT3 Evo2                        | G                              | 33    |      |               |
| Nie ukończyli     |                |                                         |                                                       |                                |       |      |               |
|                   | LMGT3          | #88 Proton Competition                  | Giorgio Roda Mikkel Pedersen Dennis Olsen             | Ford Mustang LMGT3             | G     | 82   |               |
| Zdyskwalifikowani |                |                                         |                                                       |                                |       |      |               |
| [ e ]             | Hypercar       | #15 BMW M Team WRT                      | Dries Vanthoor Raffaele Marciello Marco Wittmann      | BMW M Hybrid V8                | M     | 163  |               |

1. ↑  Załoga #6 Porsche Penske Motorsport otrzymała karę czasową w wysokości 5 sekund za wyprzedzanie podczas neutralizacji z użyciem samochodu bezpieczeństwa[18].
2. 1 2  Białorusini i Rosjanie nie mogą startować pod flagami swoich państw zgodnie z wymogami FIA, które zostały wprowadzone po inwazji Rosji na Ukrainę[17].
3. 1 2  Obie załogi Alpine Endurance Team otrzymały kary za czas jazdy kierowców[11][12]. Później jednak sędziowie zdecydowali się anulować obie kary[13][14].
4. ↑  Załoga #27 Heart Of Racing Team otrzymała karę czasową w wysokości 10 sekund za tankowanie z włączonym silnikiem[16].
5. ↑  Załoga #15 BMW M Team WRT została zdyskwalifikowana za dotarcie do parku zamkniętego po otrzymaniu dodatkowej pomocy[15].

### Statystyki

#### Najszybsze okrążenie
| Klasa    | Kierowca       | Zespół               | Czas     | Okr. |
| -------- | -------------- | -------------------- | -------- | ---- |
| Hypercar | Antonio Fuoco  | #50 Ferrari AF Corse | 1:31,794 | 203  |
| LMGT3    | Alessio Rovera | #55 Vista AF Corse   | 1:42,257 | 169  |
| Źródło   |                |                      |          |      |